# Sankt Kilian
Sankt Kilian là một đô thị ở huyện Hildburghausen, ở bang Thüringen, Đức. Đô thị này có diện tích 54,88 km², dân số thời điểm ngày 31 tháng 12 năm 2006 là 3139 người.